# 서기영 (1915년)
서기영(徐基榮, 일본식 이름: 大城榮二, 1915년 4월 8일 ~ 2001년 6월 15일)은 일제강점기와 대한민국의 경찰 겸 대학 교수로, 본적은 황해도이다.

## 생애
1937년 경기도 경찰부 안양주재소에서 순사로 근무했으며 1938년 3월 경성부 영등포경찰서 외근순사로 임명되었다. 1938년 11월부터 1940년까지 경성부 영등포경찰서 고등계 순사로 근무했으며 중일 전쟁 당시 군사수송 경계, 군사기밀 보호, 신문 및 출판물 단속, 첩보 및 정보 수집, 유언비어 및 시국범죄 위반 단속 등에 관한 업무를 수행했다. 이러한 경력으로 인해 1940년 4월 29일 일본 정부의 지나 사변 공로자 공적조서에 수록되었으며 민족문제연구소의 친일인명사전 수록자 명단의 경찰 부문에 포함되었다.
광복 이후인 1949년 12월 3일 서울경찰학교장 겸 총경으로 임명되었으며 1954년 국립경찰전문학교 서무과장, 1955년 8월 20일 서울 중부소방서장으로 각각 임명되었다. 1957년 3월 22일 국립경찰전문학교 교수로 임명되었으며 1963년 2월부터 1980년 8월 정년 퇴직할 때까지 동국대학교 경찰행정학과 교수로 재직했다.

## 참고자료
- 민족문제연구소 (2009). 〈서기영〉. 《친일인명사전 2 (ㅂ ~ ㅇ)》. 서울. 246 ~ 247쪽.